# FK Meteor Praga VIII

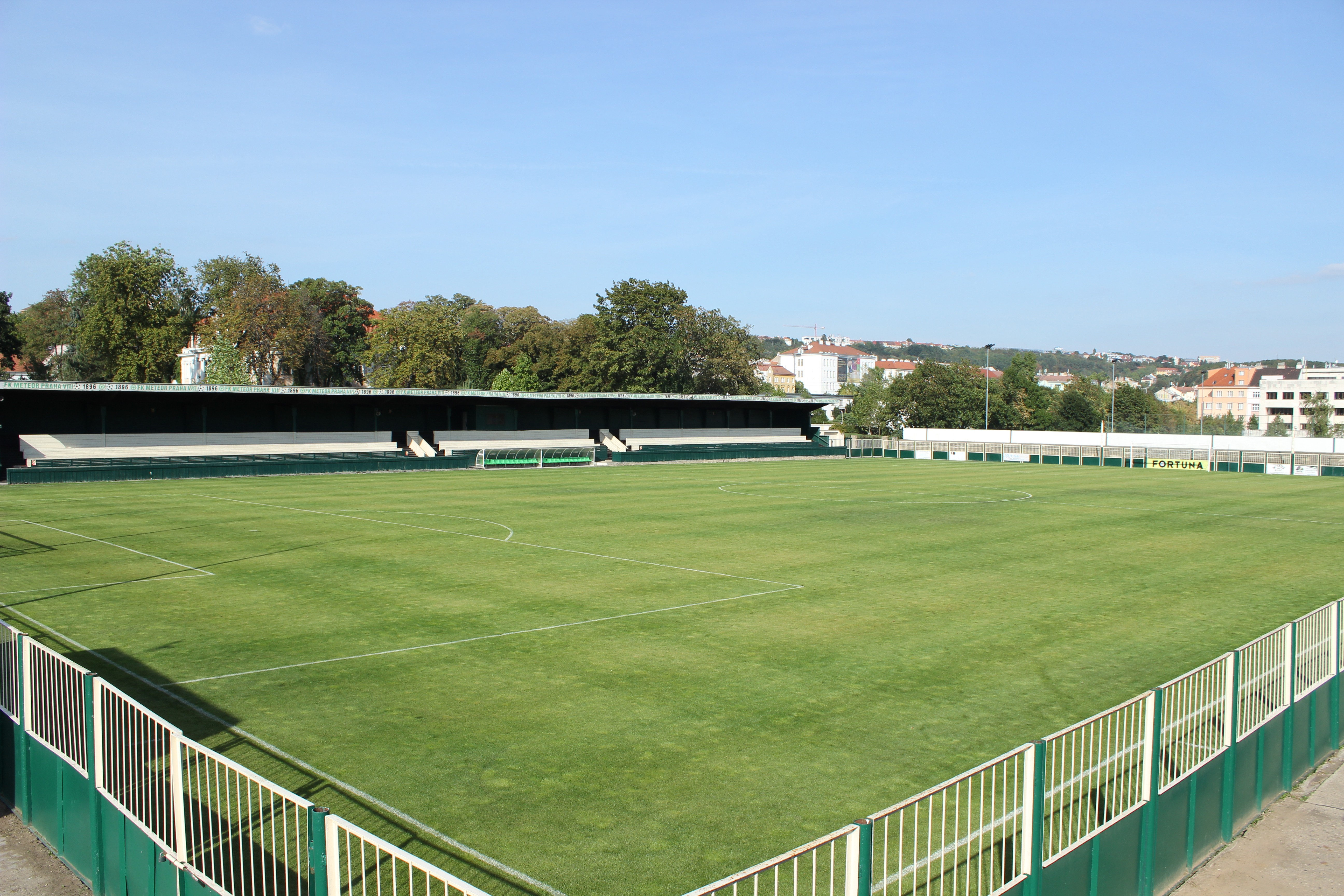
Fotbalový areál Libeň, estadio del Meteor Prague.

El FK Meteor Prague VIII es un equipo de fútbol de la República Checa que juega en la Cuarta División Checa, la cuarta categoría de fútbol en el país.

## Historia
Fue fundado en el año 1896 en el poblado de Liven de la capital Praga y es uno de los equipos de fútbol más viejos de República Checa, así como uno de los equipos fundadores de la Primera División de Checoslovaquia en 1925, liga en la cual disputó 52 partidos con 11 victorias, 6 empates y 35 derrotas, 102 goles anotados y 210 recibidos.
Tras la disolución de Checoslovaquia, el club ha estado principalmente en las divisiones regionales y aficionadas de la República Checa.

## Nombres
El club ha tenido varios nombres a lo largo de su historia, los cuales han sido:
- 1896: Sportovní kroužek Kotva Libeň
- 1899: SK Meteor Libeň
- 1901: SK Meteor Praha VIII
- 1948: Sokol České Loděnice
- 1953: DSO Spartak Loděnice
- 1957: TJ Libeň Loděnice
- 1966: TJ Meteor Praha
- 1976: TJ Meteor Praha ŽSP
- 19??: TJ Meteor Praha
- 19??: SK Meteor Praha
- 1994: FK Meteor Praha VIII

## Palmarés
- Czech Fourth Division: 1

2012-13
- Campeonato de Praga: 1

Champions 2007-08